# Valencia Semanal
Valencia Semanal est un hebdomadaire publié principalement à Valence (Espagne) et dans son aire métropolitaine (es) entre décembre 1977 et juin 1980 sous la direction d'Amadeu Fabregat.

## Présentation
Valencia Semanal apparaît en pleine transition démocratique, alors que le Pays valencien et l'Espagne tout entière vivent une grande période d'incertitude quant à leur avenir politique. On ignore encore totalement la forme que prendra l'État espagnol après le processus de démocratisation. Dans la région valencienne, les revendications d'autonomie suscitent un grand engouement, perceptible dans les mobilisations populaires comme dans la coloration des discours des partis démocratiques. Avec d'autres revues comme Arguments, L'Espill (es), Saó, Debats (es), Cartelera Turia ou la revue taurine Quites, et des journaux comme Diario de Valencia (1980-1982) et Noticias al Día (1982-1984)  Valencia Semanal contribue dans cette période à une certaine renaissance culturelle valencienne dans un environnement difficile. Néanmoins, malgré leur caractère démocratique et innovateur, ils éprouvèrent de grandes faire face à l'hégémonie médiatique de la droite valencienne (Las Provincias, qui après son « printemps » au début des années 1970, était revenu à ses racines conservatrices et devint le principal instrument de diffusion de l'anticatalanisme, et Levante, qui reste jusqu'en 1977 l'organe officiel du Movimiento Nacional), où persistent les conceptions, l'idéologie et les pratiques héritées du franquisme.
Valencia Semanal se caractérise par un ton souvent provocateur, une ligne éditoriale et une identité graphique ouvertement transgressives. Ses locaux et ses journalistes furent à diverses reprises victimes de menaces et d'agressions de la part de partisans du blavérisme, courant de l'extrême droite régionaliste valencienne apparue au cours de la transition.
Alors qu'il n'y a pas encore de cursus journalistique à l'université de Valence, la revue permettra à la jeune génération de journalistes valenciens de se former sur le tas.

### Ligne éditoriale
Sur le plan idéologique, la revue s'affirme comme ouvertement valencianiste, revendique avec insistance l'autonomie politique pour le Pays valencien et s'oppose fermement au blavérisme, notamment à travers les editos de Fabregat,.
La revue envisageait un futur pour le Pays valencien très différent de celui que les pouvoirs en place avaient en tête et ce qui advint finalement,.
Des thèmes comme le féminisme, les droits de la communauté homosexuelle ou l’environnementalisme étaient très présents, ainsi que la configuration territoriale et le respect des liens culturels et même politiques — on parlait de Pays catalans, avec la Catalogne et les îles Baléares —, des prises de position extrêmement périlleuses à une époque où était en cours de configuration une nouvelle mentalité valencienne, dans le climat de violence idéologique qui caractérisait la transition dans la région.
Depuis une optique suivant laquelle « tout est politique », elle traite d'informations éducatives, économiques, environnementales, historiques, sanitaires ou médiatiques, entre autres. La revue se fixe comme objectif d'aider à construire une nouvelle société. Il s'agissait donc créer de l'opinion et d'informer sur tous les aspects qui affectaient la vie des Valenciens. La nouvelle réalité impliquait de donner la parole à des secteurs sociaux auparavant exclus et de rendre visible le Pays valencien, resté périphérique pendant des décennies. Valencia Semanal contribue, grâce à l'information, à la  « récupération » de l'identité des Valenciens. Le valencianisme comme trait idéologique principal de la publication hebdomadaire, caractérisé par l'idée que le processus de « re-valencianisation » de la société et son caractère nationaliste est lié au message de Joan Fuster, selon qui c'est la seule voie possible pour la modernisation du Pays Valencien. La revue politise une identité valencienne qui avait toujours été définie en termes strictement symboliques et culturels, jamais avec des questions politiques de confrontation avec l’autre identité prévalant dans la société valencienne, l’identité espagnole. Valencia Semanal s'oppose au rôle secondaire accordé aux Valenciens et favorise la construction d'un imaginaire opposé à la conception espagnole de la société valencienne, régionaliste, intériorisée  et acceptée comme telle, promue par le franquisme. Dans les pages de Valencia Semanal, ortir de ce régime totalitaire, s’en éloigner définitivement, progresser, signifiait revoir les traits qui définissaient les Valenciens, y compris leur histoire.
Le contenu de Valencia Semanal arbore souvent un caractère provocateur. Les réflexions les plus importantes sur l'analyse de la réalité politique sont assorties de traits burlesques, dans une tentative de diaboliser, à travers l'humour, certaines des propositions politico-idéologiques de l'époque, notamment celles des partis de droite, avec un intérêt tout particulier pour les questions liées au conflit sur les symboles identitaires ou la langue valenciens. Il s’agit d’un moment capital dans la création de l’imaginaire démocratique, les médias jouant un rôle significatif dans la formation de l’opinion publique et des référents symboliques. Les sections humoristiques furent par conséquents très bien accueillies puisqu’elles pouvaient être consommées par tous les secteurs sociaux, quel que soit leur formation académique. L'humour permet de rapprocher les protagonistes du peuple, en échange d'une satire de leurs comportements (politiques ou personnels). Le journal concentre ses attaques sur la classe politique valencienne et espagnole et sur un certain secteur d'intellectuels autochtones. La socio-politique, la critique des mœurs, le monde artistique et littéraire, l'économie, etc., tout type de typologies et d'illustrations satiriques, caricatures, photographies, vignettes, photos truquées ou photomontages, chroniques, reportages graphiques, blagues ou vers. Les couvertures d'Artur Heras ou la vignette sur l'attaquant argentin du Valencia CF Mario Alberto Kempes en sont des exemples. Paru dans le numéro 30, publié fin juin 1978, l'article plaisantait sur la possibilité que le régime du dictateur Videla vole aussi Kempes aux Valenciens, après que les Catalans ont volé le drapeau, la « langue limousine » et les vers d'Ausiàs March (idées défendues par le blavérisme).

### Style graphique
La revue mise sur le visuel et le traitement visualiste de la textualité.

### Actes de violence contre le journal et ses employés
Les photographes et journalistes de l'hebdomadaire furent directement victimes de violences, l'imprimerie fut incendiée, les graffitis menaçants et les menaces à la bombe adressées à la rédaction étaient monnaie courante . Le bureau de l'avocat de travailleurs Alberto García Esteve / Albert Garcia Esteve, situé au 7, rue Almirall, fut également été l'objet d'attaques et de graffitis («Acuérdate de Atocha»,  [« Souviens-toi d'Atocha »], en allusion au massacre d'Atocha de 1977). En août 1978, un faux paquet-bombe est déposé devant le siège du journal, qui provoque l'évacuation du voisinage,. Un graffiti signé « BPC » (Ballester del Centenar de la Ploma (es), en allusion à un corps de cent arbalétriers créé du temps du royaume de Valence pour protéger le drapeau royal dans les batailles) apparait sur les murs de l'édifice,. Un mois plus tard, Joan Fuster est victime d'un premier attentat à la bombe à son domicile de Sueca,.

## Histoire
Adoptant un format hebdomadaire — adapté au traitement de culture communicative générale et de culture littéraire —, Valencia Semanal apparaît dans la semaine du 10 au 17 décembre 1977 et disparaît des kiosques la semaine du 25 mai au 1er juin 1980.
En 1978, l'emprisonnement d'Ocaña et Nazario dans la prison Modelo de Barcelone en répressaille d'un « scandale public » suscite un reportage de Josep Vicent Rodríguez dans la revue Valencia Semanal. Sous le titre «Los travestis tomaron la calle» (« Les travestis ont pris la rue »), les travestis faisant pays se promènent dans le centre de Valence et ce faisant, selon le chroniqueur, le récupèrent comme un espace pleinement public :
« La calle [...] es menos carca, mucho menos, de lo que nos quieren hacer creer. Y los travestis la tomaron. Y se metieron así en el bolsillo otra pequeña pero preciosa parcela de libertad. »
« La rue [...] est moins carca, bien moins, que ce qu'on veut nous nous faire croire. Et les travestis s'en sont emparés. Et ainsi ils ont mis dans leur poche une autre petite mais précieuse parcelle de liberté. »
— Rodríguez 1978, p. 40